# Porcellio creticus
Porcellio creticus är en kräftdjursart som beskrevs av Hans Strouhal1929. Porcellio creticus ingår i släktet Porcellio och familjen Porcellionidae. Inga underarter finns listade i Catalogue of Life.